# Kars Veling
Kars Veling (ur. 30 czerwca 1948 w Hilversum, zm. 13 sierpnia 2025 w Nijkerku) – holenderski polityk, filozof i wykładowca, parlamentarzysta, w latach 2001–2002 lider polityczny ChristenUnie (CU).

## Życiorys
Absolwent szkoły średniej Hogereburgerschool. Kształcił się następnie na Uniwersytecie w Groningen, na którym studiował matematykę, fizykę i astronomię, a także filozofię. W tej ostatniej dziedzinie doktoryzował się w 1982 na Uniwersytecie w Lejdzie. Pracował jako nauczyciel matematyki w Groningen oraz wykładowca filozofii w Gereformeerde Sociale Academie w Zwolle. W latach 1974–1980 pełnił funkcję wicedyrektora tej akademii. W latach 1988–1995 był zastępcą rektora szkoły Greijdanus w Zwolle. Od 1972 do 1995 zatrudniony również na Theologische Universiteit Kampen, m.in. na stanowisku wykładowcy.
Działał w protestanckim ugrupowaniu Gereformeerd Politiek Verbond. W latach 1991–2002 zasiadał w Eerste Kamer, wyższej izbie Stanów Generalnych. W styczniu 2001 został liderem politycznym ChristenUnie, powstałej z połączenia GPV i RPF. W 2002 wykonywał mandat posła do Tweede Kamer. W listopadzie tegoż roku, w związku ze słabym wynikiem wyborczym CU, ustąpił z funkcji partyjnej i wycofał się z aktywności politycznej. W latach 2003–2011 kierował szkołą Johan de Witt College w Hadze. W 2011 powołany na dyrektora organizacji pozarządowej ProDemos, stanowisko to zajmował do 2016.

## Odznaczenia
- Order Oranje-Nassau klasy V (2002)[1] i IV (2016)[3]